# Maurice Serein
Pour les articles homonymes, voir Serein.
Maurice Serein est un monteur français, né le 13 octobre 1905 à Paris et mort le 19 septembre 1974 à Courbevoie.

## Biographie
Maurice Serein est monteur d'une quarantaine de films français (ou en coproduction), depuis L'Amour et la Veine de Monty Banks (sorti en 1932, avec Max Dearly et Robert Ancelin) jusqu'à Terreur sur la savane (film franco-congolais achevé en 1962, sorti en 1965, avec Nicole Courcel et Jean Lefebvre).
Parmi les films notables auxquels il contribue dans l'intervalle, mentionnons Circonstances atténuantes de Jean Boyer (1939, avec Michel Simon et Arletty), Ruy Blas de Pierre Billon (1948, avec Danielle Darrieux et Jean Marais), ainsi que Le Chanteur de Mexico de Richard Pottier (1956, avec Luis Mariano et Bourvil).

## Filmographie partielle
- 1932 : L'Amour et la Veine de Monty Banks
- 1934 : Sidonie Panache d'Henry Wulschleger
- 1935 : Debout là-dedans ! de Henry Wulschleger
- 1935 : Son Excellence Antonin de Charles-Félix Tavano
- 1935 : Bout de chou d'Henry Wulschleger
- 1936 : Ménilmontant de René Guissart
- 1936 : Coup de vent de Jean Dréville et Giovacchino Forzano
- 1936 : Messieurs les ronds-de-cuir d'Yves Mirande
- 1936 : Toi, c'est moi de René Guissart
- 1937 : Le Messager de Raymond Rouleau
- 1937 : Claudine à l'école de Serge de Poligny
- 1938 : Altitude 3.200 de Jean Benoît-Lévy et Marie Epstein
- 1938 : Le Dompteur de Pierre Colombier
- 1939 : Cas de conscience ou Le Créancier de Walter Kapps
- 1939 : Ils étaient neuf célibataires de Sacha Guitry
- 1939 : Le Château des quatre obèses d'Yvan Noé
- 1939 : Quartier Latin d'Alexandre Esway, Christian Chamborant et Pierre Colombier
- 1939 : Circonstances atténuantes de Jean Boyer
- 1939 : L'Étrange Nuit de Noël d'Yvan Noé
- 1940 : L'Homme qui cherche la vérité d'Alexandre Esway
- 1946 : Étrange Destin de Louis Cuny
- 1947 : Le Beau Voyage de Louis Cuny
- 1947 : La Femme en rouge de Louis Cuny
- 1948 : Ruy Blas de Pierre Billon
- 1949 : Du Guesclin de Bernard de Latour
- 1950 : Manèges d'Yves Allégret
- 1950 : Au revoir monsieur Grock de Pierre Billon
- 1951 : Les miracles n'ont lieu qu'une fois d'Yves Allégret
- 1952 : Les femmes sont des anges de Marcel Aboulker
- 1954 : Par ordre du tsar d'André Haguet
- 1954 : Zoé de Charles Brabant
- 1955 : Les Mauvaises Rencontres d'Alexandre Astruc
- 1955 : Casse-cou, mademoiselle de Christian Stengel
- 1955 : Interdit de séjour de Maurice de Canonge
- 1956 : Le Chanteur de Mexico de Richard Pottier
- 1956 : Les Possédées de Charles Brabant
- 1958 : Sérénade au Texas de Richard Pottier
- 1958 : La Bonne Tisane d'Hervé Bromberger
- 1958 : Tabarin de Richard Pottier
- 1960 : Chien de pique d'Yves Allégret
- 1960 : Colère froide d'André Haguet et Jean-Paul Sassy
- 1965 : Terreur sur la savane ou Les Aventuriers du Kasaï (Konga Yo) d'Yves Allégret

## Note et référence
1. ↑  État-civil partiel d'après sa fiche des Gens du Cinéma.